# Hypocacculus fugax
Hypocacculus fugax är en skalbaggsart som först beskrevs av Sylvain Auguste de Marseul 1857.  Hypocacculus fugax ingår i släktet Hypocacculus och familjen stumpbaggar. Inga underarter finns listade i Catalogue of Life.